# Люк Плапп
Люк Плапп (англ. Luke Plapp; нар. 25 грудня 2000) — австралійський велогонщик, бронзовий призер Олімпійських ігор 2020 року.

## Виступи на Олімпіадах
| Олімпіада  | Дисципліна                    | Місце |
| ---------- | ----------------------------- | ----- |
| Токіо 2020 | командна гонка переслідування | 3     |